# Rodolfo Ganzon
Rodolfo T. Ganzon (Iloilo City, 25 maart 1922 - aldaar, 29 oktober 2003) was een Filipijns politicus. Hij was twee termijnen lid van het Filipijns Huis van Afgevaardigden en werd viermaal gekozen als burgemeester van Iloilo City. Van 1963 tot 1969 was Ganzon een van de leden van de Filipijnse Senaat.

## Biografie
Rodolfo Ganzon werd geboren op 25 maart 1922 in Iloilo City. Hij was het negende kind van Marcela Tiamson en Leopoldo Ganzon, voormalig burgemeester van Iloilo City. Hij voltooide zijn lagere school en middelbare school als valedictorian in respectievelijk 1936 en 1940. Na de Tweede Wereldoorlog studeerde Ganzon rechten aan Iloilo Colleges. In 1950 behaalde hij er zijn bachelor-diploma summa cum laude en in datzelfde jaar slaagde hij tevens met het op twee na beste resultaat voor het toelatingsexamen (bar exam) van de Filipijnse balie. Nadien was hij werkzaam als advocaat in Iloilo City.
In 1951 werd Ganzon gekozen tot raadslid van Iloilo City. Twee jaar later werd hij namens het 2e kiesdistrict van Iloilo gekozen in het Filipijns Huis van Afgevaardigden. Als lid van het Huis van Afgevaardigden en later in zijn periode als senator stond Ganzon bekend om zijn goede toespraken en debattechniek. In deze eerste periode in het Huis was hij onder meer verantwoordelijk voor de Iloilo City Freedom Law. De wet die op 29 april 1955 door president Ramon Magsaysay werd ondertekend regelde dat inwoners van de stad weer konden kiezen voor hun eigen lokale bestuurders. Tot dan toe werden lokale bestuurders van Iloilo door de landelijke overheid benoemd. In 1955, bij de eerstvolgende verkiezingen na de inwerkingtreding van de wet werd Ganzon daarop gekozen tot burgemeester van Iloilo City. Vier jaar later werd hij herkozen. 
Gedurende zijn tweede termijn als burgemeester stelde Ganzon zich in 1961 namens het 2e kiesdistrict van Iloilo opnieuw verkiesbaar voor een zetel in het Huis van Afgevaardigden. Hij won de verkiezingen en diende in het huis tot hij in 1963 werd gekozen in de Filipijnse Senaat. In de Senaat was Ganzon voorzitter van Commissies voor Overheids reorganisatie, Gezondheid en Arbeid en Immigratie en lid van diverse ander Commissies, zoals het Electoral Tribune en de Commission on Appointments. Als lid van het Electoral Tribunal bracht hij in 1967 de beslissende stem uit bij een besluit omtrent de rechtsgeldigheid van de verkiezing van oppositiekandidaat Benigno Aquino jr. tot senator. Hoewel Aquino op de dag van de verkiezingen nog net 34 jaar was en dus te jong was het oordeel van het Electoral Tribunal dat de verkiezing toch rechtsgeldig was, omdat Aquino op het moment van beëdiging wel de leeftijd van 35 had bereikt. 
In 1971 werd Ganzon opnieuw gekozen tot burgemeester van Iloilo City. Nadat president Ferdinand Marcos de staat van beleg afkondigde werd hij als criticus van het Marcos-regime opgepakt. Veertien jaar lang werd hij door Marcos gevangen gehouden als politieke gevangene. De eerste zes jaar zat Ganzon in de gevangenis. De resterende tijd stond hij onder huisarrest. Na de val van Marcos door de EDSA-revolutie werd Ganzon in 1988 voor de vierde maal gekozen tot burgemeester van Iloilo City. Deze laatste termijn duurde tot 1990. Nadien stopte hij als actief politicus. Wel behield Ganzon achter de schermen nog zijn invloed en steunde hij nog diverse lokale en nationale kandidaten bij verkiezingen. In 2001 was Ganzon presidentieel assistent voor de Visayas.
Ganzon overleed in 2003 op 81-jarige leeftijd in St. Paul's Hospital in Iloilo aan de gevolgen van meervoudig orgaanuitval. Hij was tot haar dood in 1989 getrouwd met Dolores Pagodinog en kreeg met haar tien kinderen. In 1991 hertrouwde hij met de toen 25-jarige Rona Anape.

### Boeken
- Second Congress of the Republic of the Philippines (1955), Official Directory of the House of Representatives, 1954-1957, Manilla
- Wilfredo P. Valenzuela (1968), Know Them: A Book of Biographies, Volume 3, Dotela Publications, Manilla

### Overig
- Maria Diosa Labiste, Ganzon family fights over his dead body, Philippine Daily Inquirer, pag. A1 en A21 (30 oktober 2003), online te lezen via deze link
- Alex P. Vidal, Crucial vote that made Ninoy Aquino senator, Global Balita (30 april 2013)
- Chan Robles Law Firm, Lijst met Filipijnse advocaten - G, website Chan Robles Law Firm (geraadpleegd op 3 maart 2014)
- Biografie Rodolfo Ganzon, website Senaat van de Filipijnen (geraadpleegd op 3 maart 2014)
- Online Roster of Philippine Legislators, website Filipijns Huis van Afgevaardigden (geraadpleegd op 3 maart 2014)